# Ed Fulton (homme politique)
Pour les articles homonymes, voir Ed Fulton.
Edward A. "Ed" Fulton (né le 19 mars 1938) est un homme politique provincial canadien de l'Ontario.

## Biographie
Né à Scarborough en banlieue de Toronto, Futlton étudie au R. H. King Academy (en).

## Politique

### Municipale
Conseiller municipal de la ville de Scarborough de 1969 à 1984, il sera aussi contrôleur de 1984 à 1985. Il sert aussi au Conseil métropolitain de Toronto de 1981 à 1982 et de 1984 à 1985.

### Provinciale
Élu député libéral de Scarborough-Est en 1985, il entre au cabinet à titre de ministre des Transports et des Communications en juin 1985.
Réélu en 1987, il conserve un ministère des Transports restructuré. En juin 1989, il est impliqué avec plusieurs collègues libéraux  dans le scandale Patti Starr (en), un scandale impliquant des versements de fonds de contributions politiques. Fulton perd sa place au cabinet après un remaniement rendu nécessaire pour étouffer le scandale par le premier ministre David Peterson en août 1989.
Fulton et les Libéraux sont défaits lors des 1990.